# Židovska ulica (Maribor)
Židovska ulica (Judengasse) ist der Name einer Straße im Stadtteil Lent, Maribor, Slowenien.

## Geschichte
Die Straße wird erstmals 1353 als Juden Gasse erwähnt. Nach der Vertreibung der Juden aus Maribor und der Umwandlung der Synagoge in die katholische Allerheiligenkirche wurde Teil der Straße, höchstwahrscheinlich der östliche Abschnitt,  Anfang des 16. Jahrhunderts in Allerheiligengasse umbenannt. Der westliche Teil, der zur Dravska ulica führte, behielt den alten Namen. Mit dem Bau der heutigen Brücke Glavni most im Jahr 1913 wurde der westliche Teil der Straße Teil des erweiterten Hauptplatzes und die Židovska ulica verschwand für sechs Jahre aus dem Straßenverzeichnis. Im Jahr 1919 wurde der Rest der Straße in Židovska ulica umbenannt, nach der deutschen Besetzung 1941 wieder in Allerheiligengasse. Im Mai 1945 wurde ihr der slowenische Name Židovska ulica zurückgegeben.

## Lage
Die Straße verläuft vom südöstlichen Ende des Glavni trg an der Kreuzung mit Vetrinjska ulica nach Osten und endet als Sackgasse.

## Abzweigende Straßen
Von der Straße zweigen der Židovski trg nach Süden und die Ključavničarska ulica (Schlossergasse) nach Norden zur Ulica kneza Koclja ab.